# ACジャパンのCM出演者一覧
ACジャパンのCM出演者一覧（エーシージャパンのCMしゅつえんしゃいちらん）は、ACジャパン（旧・公共広告機構、関西公共広告機構）の製作による広告キャンペーンのCMに出演した人物の一覧である。
テレビCMに限る。また、ナレーションやコマーシャルソングなどの担当者も含む。括弧内はCM出演者・ナレーション担当者の職業を表す。

## 現在の出演者

### 2025年度
出典・参照：https://ad-c.or.jp/outline/pdf/2025/plan_2025-official.pdf
- ビートたけし（タレント、映画監督）
  - 本年度の全国キャンペーン「フェイクは、ホンモノみたいな顔をする。」に生成AIモデルとして登場。
  - 2009年度の「立ち止まって考えてみよう。」（結核予防会の支援キャンペーン）にも出演。
- 砂田アトム（俳優・日本ろう者劇団所属）
  - 同上、「フェイクは、ホンモノみたいな顔をする。」で手話を担当。
- 戸田奈津子（翻訳家）
  - 同上、「フェイクは、ホンモノみたいな顔をする。」で字幕を監修。
  - 2024年度の全国キャンペーン「決めつけ刑事（デカ）」、2023年度の全国キャンペーン「白紙の未来」、2022年度の全国キャンペーン「寛容ラップ」でも字幕を監修。
- 北口榛花（やり投げ選手）
  - 本年度 - 2026年度の北海道地域キャンペーン「はるか遠くへ〜北海道からの挑戦〜」に出演。
- 黒田博樹（元プロ野球選手、野球解説者）
  - 本年度 - 2026年度の中四国地域キャンペーン「入念な準備。それが防災の一歩。」に出演。同キャンペーンはNHK共同キャンペーンとして全国展開されている。
- 田中麗奈（女優）
  - 本年度 - 2026年度の九州地域キャンペーン「つける気持ち」でナレーションを担当。
- 仲間由紀恵（女優、タレント）
  - 本年度の全国子ども食堂支援センター・むすびえ支援キャンペーン「仲間」に出演。
  - 2006年度の臨時キャンペーンの能登半島・ソロモン諸島救済にも出演。
- 舘ひろし（俳優、歌手）
  - 本年度のジャパンハート支援キャンペーン「ジャパンハートは能登にいた」に出演。
- 大木こだま・ひびき（漫才師）
  - 本年度の日本耳鼻咽喉科頭頸部外科学会支援キャンペーン「耳漫才」での「ミミーズ」の声を担当。
- あの（ミュージシャン、タレント、女優、モデル）
  - 本年度の日本骨髄バンク支援キャンペーン「キミの中に流れている力」でナレーションを担当。
- NAKAKI PANTZ（イラストレーター）
  - 同上、「キミの中に流れている力」でイラストを担当。
- 永尾柚乃（子役・女優）
  - 本年度の日本盲導犬協会支援キャンペーン「盲導犬みいつけた!」に出演。
- 岩田稔（元プロ野球選手）・假屋崎省吾（華道家）・星南（モデル）
  - 本年度の日本糖尿病協会支援キャンペーン「糖尿病のほんとう」に出演。
- 小島よしお（お笑い芸人）
  - 本年度の日本食品衛生協会支援キャンペーン「小島よしおと「てあらウィ〜!」」に出演。
- 二宮慶多（俳優）・牧野羽咲（女優、タレント）
  - 本年度のAC・NHK共同キャンペーン「“やさしい”人」に出演。

## 過去の出演者
放送時期の順に記述。

### 1971年度〜1988年度
- 淀川長治（映画評論家）
  - 1971年（昭和46年）度の「公共心の喚起」に出演。当時関西公共広告機構であったACの初CMである[1]。
- 戸谷公次（声優、ナレーター）
  - 1976年（昭和51年）度の「食糧問題（卵）」でナレーションを担当。
- 君原健二（マラソン選手）
  - 1977年（昭和52年）度の「あの街角まで、あの電柱まで」、1978年（昭和53年）度の「全レース棄権ゼロ」、「すててはいけない君の人生」に出演。「すててはいけない君の人生」は1979年のACC秀作賞（テレビ部門）を受賞した。
- 蟹江栄司（声優、ナレーター）
  - 1977年度の「あの街角まで、あの電柱まで」、1978年度の「全レース棄権ゼロ」、「すててはいけない君の人生」でナレーションを担当。
- 吉田喜重（映画監督）
  - 1978年度の「すててはいけない君の人生」の演出を担当。
- 一柳慧（作曲家、ピアニスト）
  - 同上、「すててはいけない君の人生」のCMソングを担当。
- 早乙女勝元（作家、児童文学作家）
  - 1979年（昭和54年）度の「物はケチるが、文化は」（ラジオCM・新聞広告）に出演。
- 古谷三敏（漫画家）
  - 1979年度の家庭教育キャンペーン「言葉が凶器になる」では、キャラクターデザインを担当。翌1980年度の「言葉が、励みになる」、「お父さんは、ケチじゃないッ」、1980年代の新聞・雑誌広告「家庭教育、おたくでは」のイラストも担当。また、2014年度日本脳卒中協会支援キャンペーン「3つのヘン」ではキャラクターデザインを担当。
- 此島愛子（女優）
  - 1979年度の家庭教育キャンペーン「言葉が凶器になる」にて、冬子（オニババ）の声を担当。
- 岸田森（俳優）
  - 1979年度の家庭教育キャンペーン「言葉が凶器になる」にて、ナレーションとCM演出を担当。
- りりィ（歌手）
  - 1979年度の「児童に笑顔-ユニセフ」（日本ユニセフ協会の支援CM）でCMソングを担当。曲名は「愛」。
- 古今亭志ん朝（落語家）・金原亭馬の助 (2代目)（落語家）
  - 1979年度の「蛇口ひとひねり」でナレーションを担当。
- 福田繁雄（グラフィックデザイナー）
  - 1980年（昭和55年）度の「ものにだって、こころがある」（新聞広告）でイラストを担当。
- 柳生博（俳優）
  - 1980年度の「水資源」・1996年度の「世界の子どもにワクチンを」・1997年度の「世界の子どもにワクチンを『こんにちは、さようなら』」でナレーションを担当。
- 吉沢一郎（登山家）
  - 1980年度の「自ら老人に-私のK2」に出演。CMは1980年のACC秀作賞（テレビ部門）を受賞した。
- 城達也（ナレーター、声優）
  - 同上、「自ら老人に-私のK2」・1993年度の第1回日米共同キャンペーン「北斎の波」でナレーションを担当。同CMでは葛飾北斎の名画「神奈川沖浪裏」が題材となっている。
- 前畑秀子（水泳選手）・タケカワユキヒデ（シンガーソングライター）・ジミー原田（ジャズドラマー）&オールドボーイズ・オールスターズ・新井春美（女優・画家）
  - 1980年度の「お年寄りの幸せって」に出演。
- 篠沢秀夫（フランス文学者、学習院大学名誉教授）・小野清子（体操選手、政治家）・畑正憲（小説家、エッセイスト・ナチュラリスト、動物研究家）
  - 1980年度の「家庭教育シリーズ」（ラジオCM・新聞広告）に出演。
- 野田昌宏（作家、のちに日本テレワーク社長）
  - 1981年（昭和56年）度の「子供は、あなたのコピーです」に出演。
- 滝口順平（声優、ナレーター）
  - 同上、「子供は、あなたのコピーです」でナレーションを担当。
- 大林宣彦（映画監督）
  - 同上、「子供は、あなたのコピーです」で演出を担当。また1998年度の「1972年と1999年」でナレーションを担当。2001年度の「喜んで鳴いている」（九州地域のみ）に出演。
- マザー・テレサ（修道女）
  - 1981年度の「私たちの敵は無関心です」に出演。
- 北浜晴子（声優・ナレーター）
  - 同上、「私たちの敵は無関心です」でナレーションを担当。
- 千葉茂樹（映画監督、脚本家、教育家）
  - 同上、「私たちの敵は無関心です」で演出を担当。
- 王貞治（プロ野球監督）
  - 1981年度の「考えてみてください」に出演。同CMは視覚障害者をテーマにしたCMであり、名球会の協力の下制作された。
- 金田正一（プロ野球選手、名球会会長）
  - 1981年度の「考えてみてください」に出演。王が出演したものの続編であり、名球会の協力の下制作された。
- 黒沢良（声優、ナレーター）
  - 1979年度の「児童に笑顔-ユニセフ」、1981年度の「考えてみてください」、1982年度の「アイバンク」、1986年度の「しらんぷりもいじめ・いじめ解消（仮面編）」でナレーションを担当。
- 作間功（声優、ナレーター）
  - 1981年度の「空き缶（サッカー編）」で実況アナウンサーの声を担当。
- 二代目コロムビア・ローズ（演歌歌手）
  - 1981年度の「空き缶（演歌編）」でCMソング[注釈 1]を担当。作詞は船村徹。
- 野田圭一（声優、ナレーター）
  - 1981年度の「人影なし（軍艦島）」でナレーションを担当。
- 矢口高雄（漫画家）
  - 1982年（昭和57年）度の「川の見張り番」に出演。
- 桂米朝（落語家）
  - 1982年度の「アイバンク」に出演。
- 市原悦子（女優、声優）・常田富士男（俳優、ナレーター）
  - 1982年度 - 1986年度の「もったいないお化け」シリーズでナレーションを担当。「まんが日本昔ばなしシリーズ」を題材にしたCMで、年度ごとのCMの題名は「もったいないお化け（1982年度）」や「ツンツン娘（1983年度）」「お手伝いタヌキ（1984年度）」「仲よし地蔵（1985年度）」「ごめんの鐘（1986年度）」。なお常田は1986年度の「ドン松五郎」のナレーションも担当している。
- 尾藤イサオ（俳優）
  - 1983年（昭和58年）度の「一年たったら『歩く』目になる」でナレーションを担当。
- 盲導犬コルナス号（盲導犬）
  - 同上、「一年たったら『歩く』目になる」に登場。
- 森本レオ（タレント、ナレーター、俳優）
  - 1983年度の「食卓コミュニケーション」でナレーションを担当。
- 鈴木啓示（プロ野球選手）
  - 1984年（昭和59年）度の「投げたらアカン」に出演。持論「草魂人生」を用い、中高生に「投げたらアカン!」と呼びかけた。CMで鈴木が言ったこの言葉は流行語大衆賞を獲得、その他数多くの賞を受賞した。
- 岡村喬生（バス歌手）・桐島洋子（エッセイスト、評論家）・渡辺貞夫（ジャズマスター、作曲家）
  - 1984年度の「躾・ザ・ワールド」（雑誌広告）に登場。
- 劇団櫂のメンバー（松田重治・兼本新吾・名和慶子・大谷秀芳・松尾銀三・西村知道・小粥よう子、他）
  - 1984年度の「迷惑の輪」に出演。公共マナーをテーマにしたテレビCMであり、自分の迷惑が連鎖反応的に次々と他人に及んでいくという内容。
- 水島裕（声優、ナレーター）
  - 1984年度の「迷惑の輪」でナレーションを担当。
- 山下泰裕（柔道家）
  - 1985年（昭和60年）度の「人生投げたらイカン」に出演。前年度の「投げたらアカン」の続編。
- 広中雅志（声優、ナレーター）
  - 1985年度の「人生投げたらイカン」でナレーションを担当。
- 今泉亀撤（眼科医、岩手医科大学名誉教授）
  - 1985年度の「アイバンク」に出演。
- 武田鉄矢（歌手、俳優）
  - 1986年（昭和61年）度の「いじめ解消」に出演。CM曲は自身の作詞・歌唱によるキャンペーンソング「浪漫」である。
- 井上ひさし（小説家、劇作家、放送作家）
  - 1986年度の「ドン松五郎」に小説「ドン松五郎の生活」の登場キャラクター、ドン松五郎が起用される。
- 本田美奈子.（歌手）
  - 1986年度の「しらんぷりもいじめ・いじめ解消（仮面編）」で『HELP』が使用される。また、本田の死後に放送された2006年度の「本田美奈子.」（骨髄バンクキャンペーン）に登場。同CMは、遺族や生前の所属事務所の承諾を得て制作された。
- 山田太一（俳優、タレント、ナレーター、作詞家）
  - 1986年度の「小さな親切（在校生編）」に出演。
- 宮川大助・花子（漫才師）
  - 1986年度の「迷惑駐車」（大阪地域のみ）に出演。「つくりましょ、ええ街大阪。」のスローガンで、妻の花子と共演、翌年1987年度の大阪地域キャンペーン「迷惑駐車 大助・花子 （1）ピッピッピー （2）車の会話 （3）50万台」（ラジオCM・新聞広告）にも出演。また2008年度の日本脳卒中協会支援キャンペーン「脳卒中の症状」では、宮川大助の脳卒中発症体験をCM化した。
- 北見けんいち（漫画家）
  - 1986年度の「相手を知ることから始まる国際マナー」（新聞・雑誌広告）でイラストを担当。
- 鈴木孝政（野球選手）
  - 1986年度の「しめるぞっ」（名古屋地域のみ）に出演。
- しげの秀一（漫画家）
  - 1986年度の「キミは何を急いだんだ」（名古屋地域のみ、新聞広告）に自身の作品である『バリバリ伝説』の主人公である巨摩郡を起用。
- 柳沢慎吾（俳優）
  - 1986年度の「車で性格がわかる」（名古屋地域のみ）にラジオCMのみ出演。
- 中嶋悟（レーサー）
  - 1986年度の「スピード」（名古屋地域のみ）にラジオCMのみ出演。
- 矢島正明（声優、ナレーター）
  - ロゴタイプを変更し、サウンドロゴを導入した1987年2月期以降、サウンドロゴの直後の「公共広告機構です」のナレーションを担当。また1981年度の「空き缶」、1987年度の「しつけこそ人間（チンパンジー）」のテレビCMのナレーションを担当、さらに1993年度キャンペーンとして交差点「全赤3秒」のラジオCMのナレーションを担当していた。
- 松尾文人（俳優）・林いちこ（女優）・大西良和（子役）・ジュリー（チンパンジー）
  - 1987年度の「しつけこそ人間（チンパンジー）」に出演。チンパンジーが動き回るが周りに一喝され、男の子に戻るという内容。
- オール阪神・巨人（漫才師）
  - 1987年（昭和62年）度の「アイバンク」に出演。巨人は以前、眼を怪我したことからアイバンクに登録している。キャンペーンソング「瞳の中で愛せたら」も巨人が歌唱し、レコードシングルがリリースされた。
- 今井美樹（歌手）
  - 1987年度の「献血」に出演。
- 槇大輔（声優、ナレーター）
  - 1987年度の「献血」でナレーションを担当。また1989年度の「清掃犬ロン物語」のテレビCMでは、サウンドロゴの直前の「公共広告機構です」のナレーションも担当していた（30秒版のみ、15秒版はなし）。
- 星野仙一（元プロ野球選手、プロ野球監督、野球解説者）
  - 1987年度の「交通ルールを守ろう」（名古屋地域のみ）および2004年度の「星野前監督と谷口さんの約束」（骨髄バンクキャンペーン）に出演。前者のラジオ版にはプロゴルファーの森口祐子が出演していた。
- 谷沢永一（文芸評論家、書誌学者）
  - 1987年度の大阪地域キャンペーン「迷惑駐車 谷沢永一です（3タイプ）」（ラジオCM・新聞広告）に出演。
- 津田英治（声優、ナレーター）
  - 1987年度の「子供の人権110番」でナレーションを担当。
- 近藤真彦（歌手、俳優、タレント、レーシングドライバー、実業家）
  - 1987年度の名古屋地域キャンペーン「僕はスピードを卒業した」（ラジオCM・新聞広告・ポスター）に出演。このキャンペーンは後に全国展開された。
  - 2024年度の日本耳鼻咽喉科頭頸部外科学会支援キャンペーン「往年のアイドル」にも出演。
- 三木のり平（俳優）
  - 1988年（昭和63年）度の「私の運命、人まかせです」でナレーションを担当。
- 麻生美代子（声優、ナレーター）
  - 1988年度の「留学生インタビュー」のラジオCMでナレーションを担当。
- ルートヴィヒ・ヴァン・ベートーヴェン（作曲家）
  - 1988年度の「名曲も迷惑曲」に砂鉄画で登場。CMに使われた曲は、『交響曲第5番』。
- 俵万智（歌人）
  - 1988年度の「思いやり記念日」（新聞・雑誌広告）で詩文を担当。
- 開高健（小説家）
  - 1988年度の「あなたの国にまだトンボは棲めるか」（新聞・雑誌広告）で詩文を担当。
- サーブ（盲導犬）
  - 1988年度の名古屋地域キャンペーン「サーブはもっと歩きたかった」（ラジオCM・新聞広告・雑誌広告）に登場。翌年1989年度からは、新聞・雑誌広告のみ全国展開された。
- 川村龍一（ラジオパーソナリティ）
  - 1988年度の大阪地域キャンペーン「迷惑駐車 ことわざ （1）明日は我が身 （2）論語読みの論語知らず」（ラジオCMのみ）に出演。
- キダ・タロー（作曲家、タレント、ラジオパーソナリティ）
  - 同上、「迷惑駐車 ことわざ （1）ひとごと言うより （2）天に恥じず （3）我が身つねって」（ラジオCMのみ）に出演。

### 1989年度
- 井口ひろこ（第32代ミス東京）・楠木尚子（'89ミス大阪）
  - 1989年（昭和63年/平成元年）度の「アイバンク」に出演。
- 工藤夕貴（女優）
  - 1989年度の「わたしはこうして自然保護」に出演。
- 黒柳徹子（タレント、エッセイスト、ユニセフ親善大使）
  - 1989年度の「ユニセフ・カード」に出演。
- 山野忠彦（樹医）
  - 1989年度の「樹のお医者さん」に出演。同CMの撮影は福岡県太宰府市内で行われた。
- 西司（シンガーソングライター）
  - 同上、「樹のお医者さん」でCMソングを担当。曲名は、「ON THE WAY TO HOMETOWN」。
- ロン（清掃犬）
  - 1989年度の「清掃犬ロン物語」に登場。同CMは'90ACC、ACC賞（テレビ部門）30秒を受賞している。
- 上岡龍太郎（元タレント、司会者）
  - 同上、「清掃犬ロン物語」でナレーションを担当。

### 1990年度
- 山田五十鈴（女優）
  - 1990年（平成2年）度の「たった2羽からの提言」でナレーションを担当。同CMは当時日本では2羽のみであった野生のトキを取り上げ、のち絶滅している。
- 野茂英雄（プロ野球選手）
  - 1990年度の「献血」に出演。
  - 1994年度の「国際マナー」（大阪地域キャンペーン、新聞広告）にも登場。
- 内田至（生物学者）
  - 1990年度の「海ガメのデータ」（新聞広告）の研究データの詩文を担当。
- 酒井法子（女優、歌手）
  - 1990年度の「愛情運転」に出演。父親を交通事故で失った直後で、雨天時の交通マナーについて、このCMで「ハンドルを握る時、あなたの大事な人をしっかり守ってほしい。忘れないで、愛情運転。」と訴えた。
- 安野光雅（画家、映画監督）
  - 1990年度の「金木犀が泣いています」（名古屋地域、新聞・雑誌広告）のイラストを担当。

### 1991年度
- 市川崑（アニメーター、映画監督）
  - 1991年（平成3年）度の「諸君歩きながら煙草を吸うのはやめよう」（雑誌広告）に登場。
- 和田誠（イラストレーター、エッセイスト、映画監督）
  - 同上、「諸君歩きながら煙草を吸うのはやめよう」の市川のイラストを担当。
- 中島信也（映画監督、CMディレクター）
  - 1991年度の「家庭排水・人魚」で演出を担当。
- サラ・スタインハーゲン
  - 同上、「家庭排水・人魚」に出演。
- ピーコ（服飾評論家、タレント）
  - 1991年度の「アイバンク登録」（新聞・雑誌広告）に登場。
- ジミー佐古田（捜査官）
  - 1991年度 - 1995年度の「麻薬撲滅」にラジオCMのみ出演。このCMのみ最後のACのサウンドロゴが途中から自粛された。

### 1992年度
- 北野大（化学者、タレント、コメンテーター）・荻原弘子（アナウンサー）
  - 1992年（平成4年）度の「もったいないを捨てたくない」に出演。
- 伊藤みどり（元フィギュアスケート選手）
  - 1992年度の「安全運転」にラジオCMのみ出演。
- 牟田悌三（俳優）
  - 1992年度の「学校のないタルパ村に小学校が建った」でナレーションを担当。
- 松兼功（作家、エッセリスト）
  - 1992年度の「ニッポン人の通信簿」（新聞広告）に登場。
- 草柳大蔵（評論家、作家、ジャーナリスト）
  - 1992年度の「子どもを霜降り人間にするな」（大阪地域、ポスター広告）の詩文を担当。

### 1993年度
- バーバラ・ブッシュ（第41代アメリカ大統領ジョージ・H・W・ブッシュの妻）
  - 1993年（平成5年）度の「骨髄バンク登録」に出演。テレビCMではアメリカ骨髄バンクの協力の元CMを使用している旨のテロップ表示がされている。なお、CM放送後骨髄バンク登録者が急増したため、5ヶ月でキャンペーンは打ち切られた。
- 芦屋雁之助（喜劇俳優、歌手）
  - 同上、「骨髄バンク登録」でナレーションを担当。
- 毛利衛（宇宙飛行士）
  - 1993年度の「地球のために始めよう」に出演。同CMは第33回 消費者のためになった広告コンクールテレビ広告16秒以上 銅賞を受賞。

### 1994年度
- 出久根達郎（小説家、随筆家）
  - 1994年（平成6年）度の「アイバンク登録（出久根達郎）」（新聞・雑誌広告）に登場。
- 中野浩一（元自転車競技選手）・増田明美（元マラソン選手）
  - 1994年度の「もっとマナーもっとリサイクル」に出演。公共マナーの改善や環境美化、資源リサイクルをテーマにしたCM。元自転車競技選手の中野が自転車に乗り、元マラソンランナーの増田がジョギングで空き缶拾いをするという内容。阪神・淡路大震災時に大量に流されたこともあり、このCMで中野が発するセリフが、当時の関西で流行語となった。CM曲はNAOMI（中野の妻）が歌う「あの日のように」というオリジナル曲で、この曲に関する問い合わせも多かったという（この曲は同年8月10日にトーラスレコードよりリリースされた）。
- イッセー尾形（俳優）
  - 1994年度の「バレなきゃいい、が見えている」に出演。
- トーマス・オマリー（プロ野球選手）・市田ひろみ（服飾評論家、タレント）・遙洋子（タレント）
  - 1994年度の「国際マナー」（大阪地域キャンペーン、新聞広告）に登場。
- 瀬戸内寂聴（作家）・森毅（数学者、評論家）
  - 1994年度の阪神・淡路大震災臨時キャンペーン「阪神・淡路大震災激励」に出演。

### 1995年度
- 蛭子能収（タレント、漫画家）
  - 1995年（平成7年）度の第2回日米共同キャンペーン「DROP BY DROP」でナレーションを担当。
- 辰吉丈一郎（辰𠮷𠀋一郎）[注釈 2][注釈 3]（プロボクサー）
  - 1995年度の「いじめ、許さん」に出演。同CMでは辰吉が子供の頃にいじめにあっていたことが取り上げられ、「いじめ、許さん」と訴えた。テレビCMは30秒版・15秒版ともに4種類のCMが放映されていた。
- 三遊亭圓丈（落語家）
  - 1995年度の「わき見運転(三遊亭円丈)」（名古屋地域のみ、新聞広告）に登場。
- 桂南光（落語家、タレント）
  - 1995年度のAPEC'95大阪会議開催支援「ウエルカム関西」（大阪地域のみ）でナレーションを担当。
- 藤川斎・伊藤一二三・Kevan Osuma Ahmed
  - 同上、「ウエルカム関西」（大阪地域のみ）に出演。

### 1996年度
- 西村知美（タレント、歌手）
  - 1996年（平成8年）度の「これだけおぼえてください」に出演。同CMは手話をテーマにしており、西村は当時手話歴3年であった。
- 前園真聖（プロサッカー選手）
  - 1996年度の「いじめ、カッコ悪い」に出演[注釈 4]。辰吉の後任。
- 石津武史（写真家）
  - 1996年度の「自然は黙って叫んでいる」（北海道地域キャンペーン、新聞広告）で撮影を担当。
- 小松正一（俳優）
  - 1996年度の第3回日米共同キャンペーン「WATER MAN『水・排水口のぼやき』」にラジオCMで出演。
- 大川泰樹（声優）
  - 同上、「WATER MAN『水・排水口のぼやき』」でナレーションを担当。
- 杉山恒太郎（CMディレクター）
  - 同上、「WATER MAN『水・排水口のぼやき』」で演出を担当。その後、1997年度の「覚せい剤撲滅 DRUGS KILL TEENS」に演出。

### 1997年度
- 加藤雷也（子役）
  - 1997年（平成9年）度の「吸い殻のポイ捨て『少年の眼』」（街は、ゴミ箱じゃない）に出演。
- 草彅剛（歌手、俳優）
  - 1997年度の「覚せい剤撲滅 DRUGS KILL TEENS」に出演。その後、2008年度の日韓共同キャンペーン「エコライバルになろう」（チェ・ジウとの共演）、2011年東日本大震災臨時キャンペーン「日本の力を、信じてる篇」（SMAPのメンバー4人と共演）に出演。さらに2001年度の「手紙」（骨髄バンクキャンペーン）、2004年度の「ごはんの教科書」（国際連合世界食糧計画〔WFP〕支援キャンペーン）、2018年度全国キャンペーン「その危険見えてますか」ではナレーションを担当。SMAPとしての出演を含め6回の出演は最多である。
- TOSHI（ミュージシャン）
  - 1997年度の「いじめ問題『いじめバイバイ』編」のCMソングを担当。曲名は「LOVE SONG」。
- 吉永小百合（女優）
  - 1997年度の「骨髄バンク登録『親子』編」とその続編にあたる1999年度の「もえチャンのお願い」、続く2000年度には、2000年が「こども読書年」であることを受けて実施されたキャンペーン「いっしょ。」でナレーションを担当。
- ル・クプル（音楽ユニット）
  - 1997年度の「世界の子どもにワクチンを『こんにちは、さよなら』」のCMソングを担当。
- 北島三郎（演歌歌手）
  - 1997年度の「マナーはちゃんと守ろうや」（北海道地域のみ）に出演。当時、北海道は交通事故による死者数が全国ワースト1であった。
- 関根勤（タレント）
  - 1997年度の「やめよう、運転中の携帯電話」（名古屋地域のみ）のナレーションを担当。
- 横山やすし（漫才師）
  - 1997年度の「どないなってんねん、大阪!」（大阪地域のみ、新聞・ポスター広告）に登場。前年の1996年に逝去。

### 1998年度
- 倉本聰（演出家、脚本家）
  - 1998年（平成10年）度の「森のニングルが消えた星」でナレーションを担当。同CMは自身の物語に登場する森の住人「ニングル」をメインキャラクターとし、自然環境問題をテーマにしている。
- 与勇輝（人形作家）
  - 同上、「森のニングルが消えた星」でメインキャラクターである森の住人「ニングル」の人形制作を担当。
- 下條アトム（声優、俳優、ナレーター）
  - 1998年度の「指1本でできるボランティア」・2002年度の「80年ぶりに、アユが遠賀川に帰ってきました。」（九州地域のみ）でナレーションを担当。前者のCM使用曲は亜波根綾乃の「小さな勇気」。
- 小嶺麗奈（女優）
  - 1998年度の「DRUGS KILL TEENS〈同級生の誘い〉」に出演。
- 篠原ともえ（歌手、タレント、女優、デザイナー、音楽プロデューサー）
  - 1998年度の「いじめバイバイ・みんなの勇気（男子生徒編）」のCMソングを担当。使用曲は「ハロー・スティーヴン」（1998年8月5日発売の2ndアルバム「MEGAPHONE SPEAKS」に収録）。
- 川口康夫（俳優）・松戸俊二（俳優）・高木まみこ（女優）
  - 1998年度の「WATCH OUR CHILDREN〈catch ball〉」に出演。
- 町田康（小説家、ミュージシャン）
  - 同上、「WATCH OUR CHILDREN〈catch ball〉」でナレーションを担当。
- 真野きりな（女優）・富田靖広（俳優）
  - 1998年度の「骨髄バンク『二十歳の登録』」に出演。同CMは女性バージョンと男性バージョンの2種類が放映されていた。
- ドリアン助川（作家）
  - 同上、「骨髄バンク『二十歳の登録』」でナレーションを担当。
- 寺田恵子（歌手）
  - 同上、「骨髄バンク『二十歳の登録』」でCMソングを担当。曲はPANTAの書き下ろした「スコア」。
- 安藤優子（ニュースキャスター）
  - 1998年度の「『プッシュホーン』たった3分の電話で救える命」（世界の子どもにワクチンを日本委員会の支援キャンペーン）でナレーションを担当。
- 葉加瀬太郎（バイオリニスト）
  - 同上、「『プッシュホーン』たった3分の電話で救える命」でCM音楽を担当。なおこのCMで使用されている曲「エトピリカ」は後に毎日放送・TBS系『情熱大陸』のテーマ曲にも使用された。
- オユンナ（シンガーソングライター）
  - 1998年度の名古屋地域キャンペーン「アジア・アフリカの田んぼ」でCMソングを担当。
- 役所広司（俳優）
  - 同上、「アジア・アフリカの田んぼ」でナレーションを担当。
- 福寿淳（俳優、声優）
  - 1998年度の大阪地域キャンペーン「なにわのタブー」でナレーションを担当。また、2000年度の大阪地域キャンペーン「歩きタバコ」でもナレーションを担当。

### 1999年度
- 木川知子（女優）
  - 1999年（平成11年）度の「人生を粉々にします。」に出演。
- 岩崎宏美（歌手）
  - 同上、「人生を粉々にします。」のCMソングを担当。「アメイジング・グレイス」をアカペラで歌った。
- 小林研二（声優、ナレーター）
  - 1999年度の「ジコ虫、増えてます!」でナレーションを担当。
- 倉島一幸（ゲームグラフィックデザイナー、アニメーター）
  - 同上、「ジコ虫、増えてます!」でイラストを担当。
- 西田敏行（俳優）
  - 1999年度の「恩返し」（世界の子どもにワクチンを日本委員会の支援キャンペーン）に出演。同CMは第53回 広告電通賞 公共広告優秀賞を受賞した。また、2010年度の「今、わたしにできること・呼びかけ篇A」（東日本大震災臨時キャンペーン）にも出演。
- 松川信（俳優）
  - 1999年度の東北地域キャンペーン「バス・STOP!」でナレーションを担当。
- 古谷徹（声優、ナレーター）
  - 1999年度の名古屋地域キャンペーン「富士山の見えない富士見町」でナレーションを担当。
- 水木しげる（漫画家）
  - 1999年度の中四国地域キャンペーン「妖怪たちが泣いている」でイラストを担当。
- 蔵田哲雄（俳優）
  - 同上、「妖怪たちが泣いている」でナレーションを担当。
- ばってん荒川（役者）
  - 1999年度の「あんた、バッテン!」（九州地域のみ）に出演。同CMは第40回 ACC全日本CMフェスティバルACC奨励賞（地域テレビCM部門）・第39回 福岡広告協会賞 銅賞（テレビCM16秒以上部門）を受賞した。

### 2000年度
- ジョン・レノン（歌手）
  - 2000年（平成12年）度の「ジョン・レノン」で、在りし日のポートレートやイラストが使用された（CM放送時にはすでに死去）。BGMはシューマン作曲の「トロイメライ」。
- 中村雅俊（タレント、俳優、歌手）
  - 2000年度の「ゆめのつづき」（世界の子どもにワクチンを日本委員会の支援キャンペーン）に出演。CM曲は自身が歌う「心の地図」。
- アンディ・フグ（格闘家）
  - 2000年度の「アンディ・フグ」で登場（CM放送時にはすでに死去）。骨髄バンクへの登録を呼びかける同CMは、アンディの遺族とK-1の承諾を得て制作された。
- 大杉漣（俳優）
  - 同上、「アンディ・フグ」でナレーションを担当。
- 大滝秀治（俳優）
  - 2000年度の「生きていたマゴコロ」・2001年度の「まちは、もう一つの学校」（どちらも中四国地域のみ）に出演。後者ではナレーションも担当。
- 宮地佑紀生（タレント）
  - 2000年度の「名古屋が『本場』？」（名古屋地域のみ）でナレーションを担当。
- 畑中フー（ナレーター）
  - 2000年度の「セクハラ、関西から考えましょ」（大阪地域のみ）でラジオCMのみ出演。また2010年度のラジオCM「おせっかい」（広報キャンペーン）でナレーションを担当。
- 木村恭子（歌手、作曲家）・中矢由紀（声優）・福井玲子（声優）
  - 同上、ラジオCMのみ出演。
- 平岩毅（アナウンサー）
  - 2000年度の「列島ジコ虫だより」（ジコ虫キャンペーン第二弾）に出演。
- いわさきちひろ（画家、絵本作家）
  - 2000年度の「いっしょ。」、2001年度の「ゆっくり。」、2002年度の「まいにち」、2003年度の「はじめて。」、2004年度の「ほろり」、2005年度の「ゆりかご」、2006年度の「おすまし」、2007年度の「ほんのちから」でイラストを担当（いずれも子どもの読書推進会議の支援キャンペーン）。

### 2001年度
- 平泉成（俳優）
  - 2001年（平成13年）度の「あなたのマナーを見てください」の「電車の男」篇に出演。
- 小日向しえ（歌手）
  - 同上、「あなたのマナーを見てください」の「交差点の女」篇に出演。
- さだまさし（歌手）
  - 2001年度の全国キャンペーン「ちょボラ」のCMソングを担当。曲名は「木を植えた男」。
  - 2019年度日本動物愛護協会の支援キャンペーン「にゃんぱく宣言」でもCMソングを担当[3]。曲名は、自身の楽曲「関白宣言」をCM用にアレンジした「にゃんぱく宣言」[3]。
- 八名信夫（俳優）
  - 2001年度・2002年度の「大人を逃げるな。」（新聞・雑誌は「悪役になろう。」）に出演。
- 川原和久（俳優）
  - 同上、「大人を逃げるな。」でナレーションを担当。
- 大塚寧々（女優）
  - 2001年度の「ママ ヘルプ ママ」（世界の子どもにワクチンを日本委員会の支援キャンペーン）に出演。
- 平良とみ（女優）
  - 2001年度の「死後の意思」（日本臓器移植ネットワークの支援キャンペーン）でナレーションを担当。
- 伊藤友寿（女優）・浅野麻衣子（女優）・斉藤勉（俳優）・一倉万里子（女優）・志賀廣太郎（俳優）・林孝一（俳優）・伊藤聖子（女優）
  - 2001年度 - 2002年度の「IMAGINATION/WHALE」で出演。同CMは第42回 ACCCMフェスティバルACC銅賞（テレビCM部門）・アジア太平洋広告祭 グランプリ/The Best Director賞/金賞・クレスタ賞を受賞した。また2021年にはCMを元にした絵本「まっくろ」が講談社から発売された。
- 動夢舞（どんまい）（車椅子よさこいソーランチーム）
  - 2001年度の北海道地域キャンペーン「その夢に、壁はない。」に登場。
- ジョン・ギャスライト（タレント、コラムニスト、農学博士、NPO法人ツリークライミングジャパン理事長）
  - 2001年度の名古屋地域キャンペーン「ふれあい」に出演。
- ミヤコ蝶々（女優、漫才師）
  - 2001年度の大阪地域キャンペーン「蝶々さん、大阪を叱る。」に出演（CM放送時にはすでに死去）。過去に出演した映画や講演会のテープを使用して制作。
- 吉嶺全二（水中カメラマン）
  - 2001年度の「守ろう美ら海」（沖縄地域キャンペーン）に出演。

### 2002年度
- 藤ジニー（山形県・銀山温泉の旅館若女将〔当時〕）
  - 2002年（平成14年）度の全国キャンペーン「ニッポン人」に出演。
- 山口達也（歌手、タレント、俳優）
  - 2002年度の「300円でできること」（世界の子どもにワクチンを日本委員会の支援キャンペーン）に出演。
- 渡辺いっけい（俳優）
  - 2002年度の「藤前干潟」（名古屋地域のみ）でナレーションを担当。
- 西本智実（指揮者）
  - 2002年度の「関西活性化『指揮者篇』」（大阪地域のみ）に出演。
- 松田悟志（俳優）
  - 2002年度の「なんで？気持ちいいんだ。」（中四国地域のみ）に出演。
- ロナウド（サッカー選手）・ジネディーヌ・ジダン（サッカー選手）
  - 2002年度 - 2003年度の国際連合開発計画（UNDP）による支援キャンペーンに出演。2人はUNDPの親善大使も務めている。ジダンは2009年度の国際連合開発計画臨時支援キャンペーン「ハイチ地震支援」にも出演。
- パパイヤ鈴木（ダンサー、タレント、俳優）
  - 2002年度のNHK共同キャンペーン「ペットボトルのリサイクル」に出演。ペットボトルはキャップを取りラベルを剥がし、潰して捨てると呼びかけるものが放送された。実際はペットボトルの捨て方は自治体によって異なり、ラベルは剥がさず潰さないで捨てると定めている地域もある。後の2010年度に放送された3R推進団体連絡会の支援CM「ちょっとだけバイバイ」には、「地域の分別ルールにしたがってください」というテロップを表示している。

### 2003年度
- 相築あきこ（女優）
  - 2003年（平成15年）度の全国キャンペーン「抱きしめる、という会話」に出演。
- 鈴木英一郎（声優、ナレーター）
  - 同上、「抱きしめる、という会話」でナレーションを担当。
- 藤子・F・不二雄（漫画家）
  - 世界の子供にワクチンを日本委員会の支援キャンペーンである2003年度の「ドラえもん」と2004年度の「宣誓、2005年ポリオ撲滅。」に自身の作品『ドラえもん』の主人公、ドラえもんを起用。前者はテレビアニメ版そのもののタイアップであるが、後者は「THE ドラえもん展」の出展絵画作品「平和アンテナ」（桑名大伸）とのタイアップで、テレビアニメ版は著作権表記のみに留まった。
- 大山のぶ代（声優）
  - 同上、「ドラえもん」と「宣誓、2005年ポリオ撲滅。」の両作でドラえもんの声を担当。第1期でのドラえもん役をそのまま起用したものであるが、後者キャンペーンはテレビアニメの声優陣が全て入れ替わった2005年4月の第2期以降もテレビ・ラジオCMは2004年度の活動が終了する2005年6月まで変更されていなかった。
- 夏目雅子（女優）
  - 2003年度の「夏目雅子編」に登場（CM放送時にはすでに死去）。骨髄バンクの支援キャンペーンCM。同CMは遺族の承諾を得て制作された。CMではナレーションが、｢あの頃、もし日本に骨髄バンクがあり、あなたのドナー登録があったなら、きっと僕らは、46歳の夏目雅子さんに会えたに違いない｣と述べられた。BGMは木村弓の「ひまわり」。
- 小林薫（俳優）・谷啓（俳優）
  - 2003年度の「うみがめ課」（九州地域のみ）でナレーションを担当。
- 川満聡（タレント）
  - 2003年度の「マナー守らんでどうするべき」（沖縄地域のみ）に出演。
- ゆず（音楽ユニット）
  - 2003年度のNHK共同キャンペーン「買い物袋」に出演。

### 2004年度
- 野口英世（理学博士）
  - 2004年（平成16年）度の「シカの愛」（東北地域のみ）に登場。この年、千円紙幣の肖像が野口になった。しかしCMで取り上げられたのは英世ではなく、彼の母親・シカであった。
- TARAKO（声優）
  - 2004年度の九州地域キャンペーン「海の男たちは、山の男たちになった」でナレーションを担当。
- 津波信一（タレント）
  - 2004年度の「大人もがんばろう」（沖縄地域のみ）に出演。
- 冨永愛（ファッションモデル）
  - 2004年度のNHK共同キャンペーン「スイッチOFF」に出演。
- 岩沢幸矢（フォークデュオ「ブレッド&バター」ボーカル、シンガーソングライター）
  - 国連世界食糧計画（WFP）の2004年スマトラ沖地震臨時支援キャンペーン「スマトラ沖地震災害支援篇」でナレーションを担当[4]。CMのBGMは「故郷」。

### 2005年度
- 栗山千明（女優）
  - 2005年（平成17年）度の全国キャンペーン「あなたが大切だ。」に出演。
- アニマル浜口（元プロレスラー）・望月カオル（タレント）
  - 2005年度の「アニマル浜口の親子論」（九州地域のみ）に出演。
- 井原正巳（元プロサッカー選手）
  - 2005年度の「メンバーが、足りない。」（骨髄バンクの支援キャンペーン）に出演。
- 石田ゆり子（女優）
  - 2005年度の「いのちの枝」（国際連合世界食糧計画〔WFP〕の支援キャンペーン）でナレーションを担当。
- 夏木マリ（声優、女優）
  - 2005年度の「乳がん年齢」（日本対がん協会の支援キャンペーン）でナレーションを担当。「家族篇」と「オフィス篇」の2種類が制作された。
  - 2019年度ウォーターエイドジャパンの支援キャンペーン「妹の命を奪った水」でもナレーションを担当。CMのBGMは音楽家のharuka nakamuraが担当[5]。
- 甲斐田ゆき（声優）
  - 2005年度の「名前も知らないアナタへ」（世界の子どもにワクチンを 日本委員会の支援キャンペーン）でナレーションを担当。
- HOME MADE 家族（音楽グループ）
  - 2005年度のNHK共同キャンペーン「アイドリング・ストップ」に出演。使用曲は「JOYRIDE」。
- 臼井儀人（漫画家、作詞家）
  - 2005年度の広報キャンペーン「AC（公共広告機構）って、なに?」（新聞広告のみ）に自身の作品である漫画『クレヨンしんちゃん』の主人公・野原しんのすけをアニメの画を使用する形で起用。広告ではサウンドロゴと「知らない」を掛け合わせた、「エーシー、らない。」という文章が記述された。

### 2006年度
- 岩鶴恒義（俳優）
  - 2006年（平成18年）・2007年度の広報キャンペーン「人のココロにタネをまく。」でナレーションを担当。
- 琴欧洲勝紀（大相撲力士）
  - 2006年度の「はっけよいエコライフ」に出演。
- 岩尾万太郎（俳優、声優、ナレーター）
  - 同上、「はっけよいエコライフ」でナレーションを担当。
- 梶芽衣子（女優、歌手）
  - 2006年度の「逆・授業参観」でナレーションを担当。
- 松崎駿司（俳優）
  - 同上、「逆・授業参観」に出演。
- 伊藤淳史（俳優）
  - 2006年度の「エレベーター」（東京地域のみ）に出演。
- 佐々木麻緒（女優）
  - 2006年度の「言葉でできる地震対策」（名古屋地域のみ）に出演。
- 関川太郎（俳優）
  - 2006年度の「車内は部屋ではありません。」（大阪地域のみ）に出演。同CMは、後に全国展開された。
- 田中哲司（俳優）
  - 2006年度の骨髄バンクの支援キャンペーン「本田美奈子.」ではナレーションを担当。2014年度ウイルス肝炎研究財団の支援キャンペーン「あなたのカンゾウさんも、無口です。」にも出演。
- 和田毅（プロ野球選手）
  - 2006年度の「僕のルール」・2007年度の「僕は、つづける。」に出演。いずれも世界の子どもにワクチンを日本委員会の支援キャンペーンである。
- ポール・テルガト（マラソン選手）
  - 2006年度の「給食で世界記録」（国際連合世界食糧計画〔WFP〕の支援キャンペーン）に出演。
- 内藤剛志（タレント、俳優）
  - 同上、「給食で世界記録」でナレーションを担当。
- 劉亦菲（女優、歌手）
  - 2006年度の「生命を咲かせるカード」（日本臓器移植ネットワークの支援キャンペーン）に出演。
- 奥貫薫（女優、ナレーター）
  - 同上、「生命を咲かせるカード」でナレーションを担当。
- 宮崎ますみ（女優）
  - 2006年度の「宮崎ますみ、乳がんを語る」（日本対がん協会の支援キャンペーン）に出演。
- パペットマペット（芸人）
  - 2006年度の「うしくんのエイズ検査体験レポート」（エイズ予防財団の支援キャンペーン）に出演。
- 坂上二郎（コメディアン、俳優、歌手）
  - 2006年度の日本脳卒中協会支援キャンペーン「坂上二郎さん出演」（新聞広告のみ）に登場。
- 大島麻衣・小嶋陽菜・佐藤由加理・篠田麻里子・峯岸みなみ（アイドルグループ・AKB48のメンバー（当時））
  - 2006年度の「3Rで地球を救おう」（NHK共同キャンペーン）に出演。

### 2007年度
- 瓜生美咲（女優）
  - 2007年（平成19年）度の「まぜるな、資源。」（東京地域のみ）に出演。
- 天田暦（俳優）
  - 2007年度の「日課のスライド」（名古屋地域のみ）に出演。テレビCMのみ全国で放送された。
- 生瀬勝久（俳優）
  - 2007年度の「天ぷら油で走る」（大阪地域のみ）でナレーションを担当。
- 川嶋あい（シンガーソングライター）
  - 2007年度の「家族記念日」（中四国地域のみ）でCMソングを担当。曲名は「灯」。
- 内村麻美（タレント、モデル、女優）
  - 2007年度の「ドナーリレー」（骨髄バンクの支援キャンペーン）に出演。
- 二宮和也（歌手、タレント、俳優）
  - 2007年度の「ビスケット」（国際連合世界食糧計画〔WFP〕の支援キャンペーン）でナレーションを担当。
  - 2011年の東日本大震災臨時キャンペーン「今、わたしにできること・呼びかけ篇B」では、嵐のメンバー4人と共演。
- 能登麻美子（声優、ナレーター）
  - 2007年度の「乳がん意識を高めてください。」（日本対がん協会の支援キャンペーン）でナレーションを担当。
- TERU（ミュージシャン）
  - 2007年度の「TERU登場」・2008年度の「検査に行くということ」に出演。いずれもエイズ予防財団の支援キャンペーンである。
- 藤井千夏（声優、ナレーター）
  - 同上、2007年度の「TERU登場」・2008年度の「検査に行くということ」でラジオCMのナレーションを担当。
- Perfume（音楽ユニット）
  - 2007年度の「リサイクルマークがECOマーク。」（NHK共同キャンペーン）に出演。CMソングは、彼女たちが歌う「ポリリズム」。

### 2008年度
- 西島秀俊（俳優）
  - 2008年度の「生きている証」、2011年度の「宮沢賢治・明日を信じる」、2020年度セーブ・ザ・チルドレン・ジャパンの支援キャンペーン「歓声ですか、銃声ですか。」でナレーションを担当。
- 加賀美幸子（元NHKアナウンサー）
  - 2008年（平成20年）度の「三丁目の夕日」でナレーションを担当。
- 西岸良平（漫画家）
  - 同上、「三丁目の夕日」に自身の作品である漫画『三丁目の夕日』を使用。
- チェ・ジウ（女優）
  - 2008年度の日韓共同キャンペーン「エコライバルになろう」に出演。草彅剛との共演。
- なぎら健壱（俳優、漫談家）
  - 2008年度の「自転車って、もっと素敵になれるはず。」（東北地域のみ）に出演。同CMはNHKでも放送された。
- 大東めぐみ（タレント）
  - 2008年度の「モノたいせつ王国」（名古屋地域のみ）でナレーションを担当。
- 森田直幸（俳優）
  - 2008年度の「追いかけてくる手」（大阪地域のみ）に出演。
- 永井貴也（俳優）
  - 2008年度の「5秒でできる、思いやり」（中四国地域のみ）に出演。
- 川﨑宗則・松田宣浩・山崎勝己・大場翔太（プロ野球選手）
  - 2008年度の「川﨑選手、キーパーになる。」（九州地域のみ）に出演。
- 豊川悦司（俳優）
  - 2008年度の「hope」（国際連合世界食糧計画〔WFP〕の支援キャンペーン）でナレーションを担当。
- 山田邦子（タレント）
  - 2008年度の「邦ちゃんのメッセージ」（日本対がん協会の支援キャンペーン）に出演。
- 浜田真理子（歌手）
  - 2008年度の「ホワイトカーペット」（国境なき医師団日本の支援キャンペーン）でCMソングを担当。楽曲は「ひそやかなうた」[6]。
- 藤村俊二（タレント、俳優、声優、ナレーター）
  - 2008年度の「地球の咳」（結核予防会の支援キャンペーン）で医者役の声を担当。
- 女鹿伸樹（ナレーター）
  - 2008年度の「なくなるといいな、『ごみ』という言葉。」（3R推進団体連絡会の支援キャンペーン）でナレーションを担当。
- 大後寿々花（女優）・森岡龍（俳優）
  - 2008年度の「コエだしてエコ」（NHK共同キャンペーン）に出演。CMソングはYum!Yum!ORANGEの「Merry Go Round」。

### 2009年度
- はな（モデル）
  - 2009年（平成21年）度の広報キャンペーン「公共広告をあきらめない。」（ラジオCM・新聞広告）に出演。2014年度のセーブ・ザ・チルドレン・ジャパンの支援キャンペーン「Save」ではナレーションを担当。
- 堤隆博（俳優）
  - 2009年度の「きちんとしかろう」に出演。
- 韓英恵（女優）
  - 2009年度の全国キャンペーン「あなたでいいのだ。」に出演。
- ハンバートハンバート（ミュージシャン）
  - 同上、「あなたでいいのだ。」のBGMの作曲と演奏を担当、またメンバーの一人である佐藤良成がナレーションを担当。
- 赤塚不二夫（漫画家）
  - 同上、「あなたでいいのだ。」に写真で登場（赤塚はこのCMが流れる直前に死去）。
  - 2020年度日本腎臓財団支援キャンペーン「アレレのレ?ご存知ないんですか?」では同上、自身の作品である漫画『天才バカボン』の登場人物であるレレレのおじさん（声：千葉繁）を起用（ラジオCMとTV15秒CM以外にはバカボンのパパも登場している）、2023年度の日本眼科医会支援キャンペーン「バカボンのパパの提案」にも『天才バカボン』を使用。
- 新海なつ（女優）・中井敬二（俳優）
  - 2009年度の「したたかおばあさん（ごきげんうかがい）」に出演。
- 成金屋清富（声優）
  - 同上、「したたかおばあさん（ごきげんうかがい）」でナレーションを担当。
- 近石真介（俳優、声優、ナレーター）
  - 2009年度の ｢先生は、腕のなか。｣ （名古屋地域のみ）でナレーションを担当。
  - 2019年度 - 2020年度の中四国地域キャンペーン ｢防念会やろう。｣ でもナレーションを担当。
- 遠藤保仁（サッカー選手・ガンバ大阪所属（当時））
  - 2009年度の「ルールブックにはないルール」（大阪地域のみ）に出演。
- 鶴田真由（女優）
  - 2009年度の「hopeを消さないで」（国際連合世界食糧計画〔WFP〕の支援キャンペーン）でナレーションを担当。
- 江守徹（俳優、タレント、演出家）
  - 2009年度の「脳卒中の症状か。ただの疲れか。」（日本脳卒中協会の支援キャンペーン）に出演。
- 石川紗彩（女優）・小林正宗（子役）
  - 2009年度の「リサイクルの夢」（3R推進団体連絡会の支援キャンペーン）に出演。
- 山岡亮太（俳優）
  - 2009年度の「コトバダイブしよう。」（文字・活字文化推進機構の支援キャンペーン）に出演。同CMのCMソングはHiGEの「青空」。
- 村上哲夫、美保子夫妻（旅館「朝日館」館主）
  - 2009年度の「最後の親孝行」（日本アイバンク協会の支援キャンペーン）に出演。
- 豊田エリー（モデル）
  - 2009年度の「ぱなしのはなし」（NHK共同キャンペーン）に出演。NHKでも放送されていたが、エンドクレジットの関係でNHKの方が本編より少し長めである。

### 2010年度
- 大和田健介（俳優）
  - 2010年（平成22年）度の「見える気持ちに。」[7]、「ちょっとだけバイバイ」（3R推進団体連絡会の支援キャンペーン）に出演。
- 岡本玲（ファッションモデル、女優）
  - 2010年度の「見える気持ちに。」でナレーションを担当。
- 小林星蘭（女優）
  - 2010年度の3R推進団体連絡会支援キャンペーン「ちょっとだけバイバイ」で資源ごみに手を振る娘役として出演。
- 鈴木さえ子（作曲家）
  - 2010年度の「あなたの手当て」でナレーションを担当。
- 高田秋（モデル）
  - 2010年度の「見方を変えよう。」（北海道地域）に出演。
- UA（歌手）
  - 2010年度の「こだまでしょうか」（東京地域）でナレーション（金子みすゞの詩「こだまでせうか」の朗読）を担当。「こだまでしょうか」は2011年度の新語・流行語大賞でトップ10入りした[8]。
- 赤星憲広（元プロ野球選手）
  - 2010年度の「ボランティアは生涯現役」（大阪地域）に出演。
- イビチャ・オシム（元サッカー監督）
  - 2010年度の「オシムの言葉」（日本脳卒中協会の支援キャンペーン）に出演。自身も脳梗塞の発症経験を持ている[9]。CM放映終了後の2022年に逝去[9]。
- 響大祐（俳優、ナレーター）
  - 同上、「オシムの言葉」でナレーションを担当。
- 城南海（歌手）
  - 2010年度の「国境を越えた医者」（国境なき医師団日本の支援キャンペーン）でCMソングを担当。曲名は「ずっとずっと」で、同曲の収益は特定非営利活動法人ドネーションミュージックを通じて国境なき医師団へ寄付された[10]。
- 五十嵐麗（声優）
  - 同上、「国境を越えた医者」で女性医師の吹き替えを担当。
- 市川知宏（俳優）
  - 2010年度の「知層」（文字・活字文化推進機構の支援キャンペーン）に出演。
- 仁科亜季子（女優）・仁科仁美（タレント）
  - 2010年度の「大切なあなたへ」（日本対がん協会の支援キャンペーン）に親子で出演。
- 手嶌葵（歌手）
  - 2010年度の「難民のふるさと」（国連UNHCR協会の支援キャンペーン）ではナレーションを担当。CMのBGMは唱歌の「故郷」であり、演奏は川井郁子が担当している。2013年度のあしなが育英会の支援キャンペーン「進学できた。前に進めた。」ではCMソングを担当。CMソングは「I've Been Working on the Railroad（線路は続くよどこまでも）」。
- 相川結（女優、モデル）
  - 2010年度の「ありがとう あしながさん」（あしなが育英会の支援キャンペーン）に出演。遺児となったため進学を諦めていたが、育英会の支援により進学が叶った高校生役として出演。最後に「ありがとう！あしながさん」と呟く。
- 長島瑞穂（タレント）・平田咲（タレント）
  - 同上、「ありがとう あしながさん」に出演。
- 中嶋朋子（女優）
  - 同上、「ありがとう あしながさん」でナレーションを担当。
- アヤカ・ウィルソン（歌手、女性子役、ファッションモデル）
  - 2010年度の「命のかげ」（NHK共同キャンペーン）に出演。同CMに登場する影絵は劇団かかし座が担当している。CMソングはFABの「魔法のように」[11]。

### 2011年度
- 佐々木蔵之介（俳優）
  - 2011年（平成23年）度の全国キャンペーン「魔法使いの少年」でナレーションを担当。
  - 2020年度日本盲導犬協会の支援キャンペーン「世間の誤解に吠える」で盲導犬の声を担当。
- 森喜行（俳優）
  - 2011年度の「魔法使いの少年」にドライバー役で出演。
- 秋月成美（女優）
  - 2011年度の「ささえあったら、人になる。」に出演。
- ムッシュかまやつ（ミュージシャン）
  - 同上、「ささえあったら、人になる。」のCMソングを担当。
- 多部未華子（女優）
  - 2011年度の「蜂と神さま」（中四国地域のみ）でナレーション（金子みすゞの詩の朗読）を担当。
- キマグレン（音楽ユニット）
  - 2011年度の「笑顔の花」（東北地域のみ）に出演。
- 栗城史多（登山家）・鈴木章（化学者・北海道大学名誉教授）・高梨沙羅（女子スキージャンプ選手）・初音ミク（キャラクター・VOCALOID）・三國清三（シェフ）・宮嶋望（酪農家）
  - 2011年度の「このチカラ、この地から」（北海道地域のみ）に登場。

- NMB48（アイドルグループ）
  - 2011年度の「KANSAIできること48」（大阪地域のみ）に出演。
- 光岡湧太郎（声優）
  - 2011年度の「希望の5文字 UNHCR」（国連UNHCR協会の支援CM）でナレーションを担当。
- 川東眞央（学生）
  - 2011年度の「あしながさんがくれた愛」（あしなが育英会の支援キャンペーン）に出演。
- 紺野美沙子（女優）
  - 2011年度から2013年度までのあしなが育英会の支援キャンペーン「あしながさんがくれた愛（2011年度）」、「面倒くさいこと（2012年度）」、「進学できた。前に進めた。（2013年度）」で、ナレーションを担当。
  - 2002年度から2003年度までの国際連合開発計画（UNDP）による支援キャンペーンにも日本語版のナレーションで出演。自身もUNDPの親善大使を務めている。
- おちあやこ（タレント、女優）
  - 2011年度の骨髄バンクの支援キャンペーン「あなたしか治せない白血病があります。」に出演。自身も骨髄ドナー経験者である。
- 青木菜摘（元アイドル、AV女優）・小松吾芸（モデル）・中村譲（俳優、モデル）・栗栖理緒（女優）
  - 2011年度のエイズ予防財団の支援キャンペーン「断言できない」に出演。BGMはBOOM BOOM SATELLITESの「BLEED」[12]。
- 北乃きい（女優）
  - 2011年度の「北乃きいの意思表示」（日本臓器移植ネットワークの支援キャンペーン）に出演。
- 浅沼晋太郎（俳優、声優）
  - 同上、「北乃きいの意思表示」でナレーションを担当。また、2011年度東日本大震災東京地域・東北3県（岩手、宮城、福島）臨時キャンペーン「同じ空の下篇」のナレーションも担当。
- 矢野健夫（飛行撮影家）
  - 2011年度の日本ナショナル・トラスト協会の支援キャンペーン「美しい自然を、残そう。」に出演。テレビCMでは日本を代表するトラスト地を空中から撮影し、日本のナショナル・トラスト活動の理解・参加を呼びかけた。
- 高梨臨（タレント）・ 我妻三輪子（ファッションモデル）
  - 2011年度の「やさしい森」（NHK共同キャンペーン）に出演[13]。高梨は同作のCMソングも担当しており、曲名は「ひとつひとつ」[13]。

### 2012年度
- 小山颯（子役）
  - 2012年（平成24年）度の全国キャンペーン「ハイ!」に出演。
- 平野航平（子役）
  - 2012年度の全国キャンペーン「今の自分より、少し前へ」に出演。
- 和合亮一（詩人）
  - 2012年度の地域キャンペーン（東北地域）「明日への一歩」に出演・詩朗読を担当。
- ピーター・バラカン（ブロードキャスター）
  - 2012年度の地域キャンペーン（東京地域）「この国の思いやりは、世界遺産」に出演。
- 鈴木福（子役）・鈴木夢（子役）・川藤幸三（元プロ野球選手、野球解説者）
  - 2012年度の地域キャンペーン（大阪地域）「いっちょcomingダンス」に出演。
  - 鈴木福は2011年度の全国キャンペーン「ささえあったら、人になる。」にも出演。
- 木島杏奈（モデル）
  - 2012年度のあしなが育英会の支援キャンペーン「面倒くさいこと」に出演。育英会の助けで進学できた高校生役として出演。
- 本田望結（子役）
  - 2012年度の日本対がん協会の支援キャンペーン「みんな大好きだから」に出演。
- 知花くらら（ファッションモデル、タレント、国連WFPオフィシャルサポーター）
  - 2012年度の国連WFP協会の支援キャンペーン「みんなの未来」に出演。
- 川島海荷（女優、歌手）
  - 2012年度の骨髄バンクの支援キャンペーン「18歳からできること」に出演。
- 柄本明（俳優、コメディアン）・角替和枝（女優）・柄本佑（俳優）・柄本時生（俳優）
  - 2012年度の日本臓器移植ネットワークの支援キャンペーン「柄本家、話し合う」に一家で出演。
- 八千草薫（女優）
  - 2012年度の日本ナショナル・トラスト協会の支援キャンペーン「リレーしよう 自然のままの自然を」に出演。
- 滝川クリステル（タレント、フリーアナウンサー、世界の医療団親善大使）
  - 2012年度の世界の医療団の支援キャンペーン「原点」でナレーションを担当。翌2013年度の「対話」では、世界の医療団日本理事で形成外科医の寺島左和子と共演。2014年度の「誰もが」にも出演。
- 竹下景子（女優）
  - 2012年度の世界の子供にワクチンを日本委員会の支援キャンペーン「親からのありがとう」にナレーションで出演（ラジオCM（20秒）のみ、2013年度以降もラジオ番組『司馬遼太郎短篇傑作選』内に限り放送されていた）。
  - 2021年度国連WFP協会の支援キャンペーン「ひとつのテーブル」のナレーションも担当。
- 板東晴（モデル）
  - 2012年度のNHK共同キャンペーン「キレイな姉」に出演。
  - 2014年度日本臓器移植ネットワークの支援キャンペーン「私のヒーローは、ここにいます。」にも出演。
- 星野みなみ（女性アイドル・乃木坂46のメンバー（当時））
  - 同上、「キレイな姉」に出演[14][注釈 5]。高校生の妹役。

### 2013年度
- 青葉市子（シンガーソングライター）
  - 2013年（平成25年）度 - 2014年度の広報キャンペーン「みんなで考えましょう。」では、CMソングを担当。
- 高嶋琴羽（子役）・中川江奈（子役）
  - 2013年度の全国キャンペーン「となりの先生」に出演。
- 澤田陸（子役）・松田杏咲（子役）・辻村晃佑（子役）
  - 2013年度の全国キャンペーン「イイトコメガネ」に出演。
- AKIRA（ダンサー・EXILEのメンバー）
  - 2013年度のエイズ予防財団の支援キャンペーン「スタートライン」に出演。
- 岩谷圭介（発明者、設計者）
  - 2013年度の北海道地域キャンペーン「宇宙を撮りたい、風船で。」に出演。日本で初となる、独自に開発したスペースバルーンを用いて宇宙と地球を撮影するという挑戦がCMの題材となった[15]。
- 大島洋平（プロ野球選手）
  - 2013年度の名古屋地域キャンペーン「防災・減災の鉄則」に出演。
- くいだおれ太郎（キャラクター）
  - 2013年度の大阪地域キャンペーン「親子のひみつコトバ」に登場。なお、同CMには「くいだおれ太郎のお母さん」役で、株式会社くいだおれの女将も登場。
- 華月綾香（タレント）・竹村翔（俳優）・大貫真代（女優）
  - 2013年度のあしなが育英会の支援キャンペーン「進学できた、前に進めた。」に出演。
- 津田寛治（俳優）
  - 2013年度の国連WFP協会の支援キャンペーン「給食でエベレスト」のナレーションを担当。
- 寺島左和子（形成外科医、世界の医療団日本理事）
  - 2013年度の世界の医療団の支援キャンペーン「対話」で、滝川クリステルと共演。
- 永松文太（俳優）
  - 2013年度の日本骨髄バンクの支援キャンペーン「キミじゃなきゃ」に出演。
- 西田尚美（女優）
  - 2013年度のWWFジャパンの支援キャンペーン「子どもたちの資源も大切に」で、ナレーションを担当。
- 酒瀬川真世（女優）
  - 2013年度の世界の子供にワクチンを日本委員会の支援キャンペーン「未来をありがとう」でナレーションを担当。
- 温水洋一（俳優、タレント）
  - 2013年度のウイルス肝炎研究財団の支援キャンペーン「カンゾウさんは、無口です。」、翌2014年度の「あなたのカンゾウさんも、無口です。」で、キャラクター「カンゾウさん」の声を担当。
- 安めぐみ（タレント）
  - 2013年度の日本臓器移植ネットワークの支援キャンペーン「私はしてるよ。」に出演。
- 有村架純（女優）
  - 2013年度のNHK共同キャンペーン「ながらスマホにマナーを。」に出演。
  - 2024年度のプラン・インターナショナル・ジャパン支援キャンペーン「救われた人は、救う人になる。」ではナレーションを担当。

### 2014年度
- 安藤輪子（女優）・角南範子（女優）・岡田吉弘（俳優）
  - 2014年（平成26年）度の全国キャンペーン「おとなもほめよう」に出演。
- 稲山琴美（愛知県犬山市の木曽川うかい鵜匠）
  - 2014年度の名古屋地域キャンペーン「挑戦。それは誰かを元気にする。」に出演。
- 小澤征爾（指揮者）
  - 2014年度の日本盲導犬協会の支援キャンペーン「パートナーのいる幸せ」では、ボランティアで出演（テレビCMのみ）[16]。BGMで使われている楽曲は、ベルリオーズ作曲の「幻想交響曲 第2楽章「舞踏会」」。
- 神田朝香（女優）
  - 2014年度の認知症サポーターキャラバンの支援キャンペーン「帰宅」に出演。
- 佐藤真海（パラリンピック女子陸上競技選手）
  - 2014年度の東北地域キャンペーン「夢へ、跳ぶ力。」に出演。
- 高畑充希（女優）
  - 2014年度 - 2015年度の全国キャンペーン「やさしさは、想像力でひろがる」でナレーションを担当。
- 中川家礼二（お笑い芸人）
  - 2014年度の大阪地域キャンペーン「ATMおばちゃん」に出演。
- バカリズム（ピン芸人、ナレーター、俳優、脚本家、作詞家）
  - 2014年度のWWFジャパンの支援キャンペーン「2つの地球」でナレーションを担当。
- 松田龍平（俳優）
  - 2014年度のエイズ予防財団の支援キャンペーン「受ける、理由。」に出演。
- 林家たい平（落語家）
  - 2014年度の日本脳卒中協会の支援キャンペーン「3つのヘン」にアニメーションで出演。
  - 2021年度の日本腎臓財団の支援キャンペーン「検査が、かん腎」にも出演。

### 2015年度
- 植木祥平（俳優）・上間凜子（タレント、女優、ファッションモデル）
  - 2015年（平成27年）度全国キャンペーン「やわらかいこころをもちましょう」に出演。
- 上原浩治（プロ野球選手・当時レッドソックス所属）
  - 2015年度の日本骨髄バンクの支援キャンペーン「登板」に出演。
- 片岡愛之助（歌舞伎俳優）
  - 2015年度の日本脳卒中協会の支援キャンペーン「写楽」でナレーションを担当。本キャンペーンのビジュアルには東洲斎写楽の「三代目大谷鬼次の奴江戸兵衛」が、テレビCMには喜多川歌麿の「ビードロを吹く娘」、「熈代勝覧」がそれぞれ使用された。
- 上地竜司・小渡俊彰・ナツコ・比嘉恭平（沖縄の演劇グループ・TEAM SPOT JUMBLEのメンバー）
  - 2015年度の沖縄地域キャンペーン「応援しよう!働くパパ&ママ」に出演。
- JOY（ファッションモデル、タレント）
  - 2015年度の結核予防会の支援キャンペーン「JOYと偉人」に出演。自身も2011年に肺結核への罹患経験を持っている[17]。
- 鈴木加奈子（トロンボーン奏者）
  - 2015年度の日本盲導犬協会の支援キャンペーン「削り絵」に出演。自身も実際の盲導犬ユーザーで、パートナーは盲導犬のナンシー（メス、撮影当時9歳）。
- 間寛平（お笑いタレント）・間慎太郎（シンガーソングライター・間寛平の息子）
  - 2015年度の大阪地域キャンペーン「災害を考える・間寛平さん親子の忘災会議」で親子共演。
- 吹石一恵（女優）
  - 2015年度の全国キャンペーン「やわらかいこころをもちましょう」でナレーションを担当。
  - 2011年東日本大震災の大阪地域の臨時キャンペーン「こいのぼり篇」のナレーションも担当。
- 柳生みゆ（ファッションモデル、女優、タレント）・高杉真宙（俳優）
  - 2015年度のNHK共同キャンペーン「もったいないで明日は変わる」に出演。本キャンペーンはアニメ作品で、柳生は女子高生の声を、高杉は男子高校生の声をそれぞれ担当。
- 山口まゆ（女優）
  - 2015年度の「笑顔に変わる時」と続編で2016年度の「お父さんへの報告」に出演。いずれも交通遺児育英会の支援キャンペーンである。

### 2016年度
- 植木等（俳優、コメディアン、歌手、ギタリスト、タレント）
  - 2016年（平成28年）度の全国キャンペーン「ライバルは、1964年」に写真・過去映像で登場（CM放送時にはすでに死去）[18]。
- 久保陽香（女優、タレント）・江波戸勇（俳優）
  - 2016年度の日本骨髄バンクの支援キャンペーン「ヒーロー引退」に出演。
- 佐藤秀峰（漫画家）
  - 2016年度の結核予防会の支援キャンペーン「日本だけがなぜ」に自身の作品である漫画『ブラックジャックによろしく』を使用。自身の画で主人公・斉藤英二郎がメッセージの発信者に起用されたが、英二郎の声を担当した人は非公表になっている。
- 川西健太（障がい者サッカー選手）・中村俊輔（サッカー選手）
  - 2016年度のメイク・ア・ウィッシュ オブ ジャパンの支援キャンペーン「夢のサプライズ企画」に出演。
- 鈴木京香（女優）
  - 2016年度の鎮守の森のプロジェクトの支援キャンペーン「鎮守の森から」でナレーションを担当。
  - 2019年度のセーブ・ザ・チルドレン・ジャパンの支援キャンペーン「子供たちの惑星」でもナレーションを担当。
- すっちー（芸人、吉本新喜劇座長）・福本愛菜（タレント、吉本新喜劇座員）
  - 2016年度の大阪地域キャンペーン「歩きスマホやめ代」に出演。テレビCMのみNHKでも全国で放送されていた。
  - すっちーは2018年度の日本臓器移植ネットワークの支援キャンペーン「意思表示すんのかいせんのかい」では同じ吉本新喜劇の吉田裕と子役の花城凛音と共演。
- 平手友梨奈（アイドルグループ・欅坂46のメンバー（当時））[19]・八木莉可子（モデル）
  - 2016年度のNHK共同キャンペーン「フリする女の子」に出演。
- 星野源（俳優、ミュージシャン、文筆家）
  - 2016年度の全国キャンペーン「ライバルは、1964年」で楽曲とナレーションを担当[18][20]。BGMの「Hello Song」はCM放送時は未発表曲であったが、2016年度の活動終了後に発売された自身のアルバム「POP VIRUS」にフルで収録され、2019年1月に放映されたNTTドコモのCMにも使用された[21]。
- 宮城恵輔（飲酒運転事故経験者）
  - 2016年度の沖縄地域キャンペーン「ボクを見てください。〜宮城恵輔さんの告白〜」に出演。

### 2017年度
- KenKen（ベーシスト）
  - 2017年（平成29年）度の全国キャンペーン「TOKYOだけじゃない」で（東京代表として）BGMを担当[22]。
- 美輪明宏（シンガーソングライター、俳優、タレント）
  - 2017年度の全国キャンペーン「苦情殺到! 桃太郎」でナレーションを担当。
- 山田ルイ53世（芸人・お笑いコンビ「髭男爵」のメンバー）
  - 同上、「苦情殺到! 桃太郎」のラジオCMのみ出演。
- 川平慈英（サッカー解説者、俳優）
  - 2017年度 - 2018年度の沖縄地域キャンペーン「飲酒運転は『ムムム』!」にアニメーションで出演。
- 木下ほうか（俳優）
  - 2017年度の日本骨髄バンクの支援キャンペーン「僕が卒業しても」に出演。自身もドナー登録を行い、骨髄提供を行っている[23]。
- 矢崎希菜（女優）
  - 2017年度の交通遺児育英会の支援キャンペーン「満点の答案用紙」に出演[24]。
- 林祐樹（診療放射線技師）
  - 2017年度のメイク・ア・ウィッシュ オブ ジャパンの支援キャンペーン「夢の実現が、僕の人生を変えた」に出演。
- サンドウィッチマン（お笑いコンビ、漫才師）
  - 2017年度の日本心臓財団の支援キャンペーン「謙信と信玄、検診の進言」で声の出演。上杉謙信役を富澤たけし、武田信玄役を伊達みきおが担当。ちなみに伊達は、伊達政宗の分家筋にあたる大條氏の子孫である。
- 草笛光子（女優）
  - 2017年度の全国被害者支援ネットワークの支援キャンペーン「被害は解決していない」でナレーションを担当。
- 宗本智之（ウェブ解析者）
  - 2017年度の日本筋ジストロフィー協会の支援キャンペーン「『ありがとう』を言えた」に出演。
- 飯豊まりえ（ファッションモデル、女優）
  - 2017年度のNHK共同キャンペーン「わたしのおばあちゃん」に出演。

### 2018年度
- 竹原ピストル（歌手）
  - 2018年（平成30年）度の全国キャンペーン「オモイデはニッポンの人」でCMソングを担当。曲名は「ひまわりさくまであとすこし」[25]。
- 江副悟史（日本ろう者劇団代表）
  - 2018年度の全国キャンペーン「その危険見えてますか」で手話を担当。BGMはバッハ作曲のゴルトベルク変奏曲より「アリア」。
- 中川翔子（バラエティアイドル、女優）
  - 2018年度の日本骨髄バンクの支援キャンペーン「『生きたい』と願う人がいる」に出演。
  - 2011年東日本大震災の臨時キャンペーン「今、わたしにできること・呼びかけ篇C」にも出演。
- 中川勝彦（中川翔子の父・ミュージシャン）
  - 同上、「『生きたい』と願う人がいる」に生前の頃の写真（CM放送時にはすでに死去）で登場。
- 箭内夢菜（女優、モデル）
  - 2018年度の交通遺児育英会の支援キャンペーン「56,000人の先輩たちからのエール」に出演[26]。
- 田中卓志（芸人・お笑いコンビ「アンガールズ」のツッコミ担当、俳優）
  - 2018年度の日本心臓財団の支援キャンペーン「心臓の『叫び』」でムンク作・「叫び」の声を担当。
- 清水みさと（女優）
  - 同上、「心臓の『叫び』」でナレーションを担当。
- 浅野温子（女優）
  - 2018年度の全国被害者支援ネットワークの支援キャンペーン「話すことは、つらい思いを放つこと」でナレーションを担当。
- 吉田裕（お笑いタレント、吉本新喜劇座員）・花城凛音（子役）
  - 2018年度の日本臓器移植ネットワークの支援キャンペーン「意思表示すんのかいせんのかい」に吉本新喜劇座長のすっちーと共演。
- 古賀小由実（シンガーソングライター）
  - 2018年度のウォーターエイドジャパンの支援キャンペーン「ランドセルとポリタンク」でCMソングを担当。曲名は「ヒカリ」[27]。

### 2019年度
- 桂三輝（落語家）・スザーン・ロス（輪島塗漆芸作家）・アート・リー（和太鼓奏者）
  - 2019年（平成31年/令和元年）度の全国キャンペーン「認め合うことが、チカラになる。」に出演。
- 南雲麻衣（アーティスト）
  - 2019年度の全国キャンペーン「防災さんぽ」で手話を担当。
- 下川佳代（作曲家、編曲家、音楽プロデューサー）
  - 2019年度 - 2020年度の北海道地域キャンペーン「やらなくちゃ!は、ちゃんとやらなくちゃ。」に「tuLaLa」名義で楽曲を担当。曲名は「Aqua（feet. 成山剛）」[28]。
- 夏川りみ（歌手）
  - 2019年度 - 2020年度の沖縄地域キャンペーン「1日1チムグクル」でCMソングとナレーションを担当。
- 岸部一徳（俳優）・的場優芽（子役）
  - 2019年度の日本心臓財団の支援キャンペーン「まごまごするより、まず検診。」に出演。
- 斉藤和義（シンガーソングライター、ギタリスト）
  - 2019年度の日本盲導犬協会の支援キャンペーン「きみと一緒だから」でCMソングを担当。曲名は「一緒なふたり」[29]。
- 福長実咲（シンガーソングライター）
  - 同上、「きみと一緒だから」でナレーションを担当。
- 北村人（イラストレーター）
  - 同上、「きみと一緒だから」の作画を担当[30]。
- 吉岡秀人（小児外科医師・ジャパンハート代表）
  - 2019年度のジャパンハートの支援キャンペーン「日本の心」に出演。
  - 同じく、2020年度の同キャンペーン「いちばん格差があってはいけないのは医療だ」、2021年度の同キャンペーン「助かるはずの命」にも引き続き出演。
- 遠藤さくら（アイドルグループ・乃木坂46のメンバー）
  - 2019年度のNHK共同キャンペーン「2019生きもの命」に出演[31]。犬の飼い主役を担当。

### 2020年度
- 清水ミチコ（ものまねタレント、ナレーター、女優、ラジオパーソナリティ、歌手、エッセイスト）
  - 2020年（令和2年）度の全国キャンペーン「おむすびころりん、1億個」でナレーションを担当。
- モンキー高野（手話通訳士）
  - 2020年度の全国キャンペーン「見えないフリ」で手話を担当。
- 満島ひかり（女優）
  - 2020年度のウォーターエイドの支援キャンペーン「命の水、命がけの水」でナレーションを担当。
- えがしらみちこ（絵本作家）
  - 2020年度の日本動物愛護協会の支援キャンペーン「犯罪者のセリフ」の作画を担当[32]。
- 高井息吹（シンガーソングライター）
  - 同上、「犯罪者のセリフ」でCMソングを担当[33]。他、母親の声は互ひとみ、ナレーションは田部圭祐がそれぞれ担当。
- 早川史哉（サッカー選手・アルビレックス新潟所属）
  - 2020年度の日本骨髄バンクの支援キャンペーン「早川選手の、命のサポーター。」に出演。
- 勅使河原空（子役）
  - 2020年度のNHK共同キャンペーン「どんなときでも」に出演[34]。

### 2021年度
- 柴咲コウ（女優、歌手、実業家）
  - 2021年（令和3年）度の全国キャンペーン「プラ島太郎」で歌、ナレーション、浦島太郎の声を担当。
- 犬ん子（イラストレーター）
  - 同上、「プラ島太郎」でアニメーションを担当[35]。
- チャンキー松本（切り似顔絵師）
  - 同上、「プラ島太郎」でアニメーションを担当[35]。
- 谷本雅洋（映像・アニメーション・CG作家）
  - 同上、「プラ島太郎」でアニメーションを担当[35]。
- 関根摩耶（大学生、アイヌ語講師）
  - 2021年度 - 2022年度の北海道地域キャンペーン「わたしは、アイヌ。」に出演。
- 及川徳子（フリーアナウンサー、セラピスト）
  - 2021年度 - 2022年度の東北地域キャンペーン「とうほく6健!お祭り体操」でナレーションを担当[36]。
- 彩木エリ（振付師）
  - 同上、「とうほく6健!お祭り体操」で体操の振付を担当[37]。
- 松下由樹（女優）
  - 2021年度 - 2022年度の名古屋地域キャンペーン「想い鶴」でナレーションを担当。
- 渡部陽一（戦場カメラマン、フォトジャーナリスト、タレント）
  - 2021年度 - 2022年度の大阪地域キャンペーン「お金の話はゆ〜っくり」で歌とナレーションを担当。なお、同CMはNHK共同キャンペーンの一環で同局でも放映されている。
- 水樹奈々（声優、歌手、ナレーター）
  - 2021年度 - 2022年度の中四国地域キャンペーン「いのちを守る切り札」でナレーションを担当。
- 三遊亭小遊三（落語家）
  - 2021年度 - 2022年度の九州地域キャンペーン「被災の声を、日々の備えに。」でナレーションを担当。
- ひがりゅうた（芸人）
  - 2021年度 - 2022年度の沖縄地域キャンペーン「おじぃになっても釣りがしたい」でナレーションを担当。
- 国分太一（タレント、ミュージシャン、司会者、ニュースキャスター、アイドル）
  - 2021年度のジャパンハート支援キャンペーン「助かるはずの命」でナレーションを担当[38]。
- 山中崇（俳優）
  - 2021年度の日本動物愛護協会の支援キャンペーン「一目惚れ」に出演。
- 遠藤憲一（俳優）
  - 同上、「一目惚れ」でナレーションを担当。
- 手塚治虫（漫画家）
  - 2021年度の日本骨髄バンクの支援キャンペーン「天才だけでは、救えない。」に自身の作品である漫画『ブラック・ジャック』の主人公であるブラック・ジャックを起用。
- 垂水文音（子役・女優）
  - 2021年度の全国民生委員児童委員連合会の支援キャンペーン「隣の委員さん」に学級委員役で出演。
- 河合暸（子役・俳優）
  - 同上、「隣の委員さん」に体育委員役で出演。
- 西野瑠菜（子役・女優）
  - 同上、「隣の委員さん」に美化委員役で出演。
- 渡邉蒼（子役・俳優）
  - 2021年度のNHK共同キャンペーン「誰も知らない」および[39]、2022年度の同キャンペーン「おせっかいでいい…」に出演[40]。

### 2022年度
- 呂布カルマ（ラッパー）・小田原さち（女優）・蘭（ファッションモデル、タレント）
  - 2022年（令和4年）度の全国キャンペーン「寛容ラップ」に出演。
- 木村晴美（聴覚障害者、手話通訳者、手話教育者）
  - 同上、「寛容ラップ」で手話を担当。
- 若宮正子（プログラマー）
  - 2022年度の全国キャンペーン「バッターボックスに立つ87歳」に出演。
- 石橋蓮司（俳優）
  - 同上、「バッターボックスに立つ87歳」でナレーションを担当。
- 太田みち（女優、ナレーター）
  - 2022年度の日本動物愛護協会の支援キャンペーン「HELLO 地域猫!」でナレーションを担当。本キャンペーンにはハローキティが登場している。
- 弘兼憲史（漫画家）
  - 2022年度の日本腎臓財団の支援キャンペーン「若いうちから、腎臓健診。」に自身の作品である漫画『島耕作』シリーズを使用。
- 宅麻伸（俳優）
  - 同上、「若いうちから、腎臓健診。」で『島耕作』シリーズの主人公・島耕作の声を担当（ヤング（24歳）・会長（65歳）・取締役（54歳）・社長（60歳）・部長（44歳）の五役）[41]。なお、宅麻はテレビドラマ版（フジテレビ版）において、島耕作の役を演じていた[41]。
- 阪本篤（俳優）
  - 同上、「若いうちから、腎臓健診。」でナレーションを担当。
- 杏（女優）
  - 2022年度の国連WFP協会の支援キャンペーン「最初の一粒」でナレーション（と母親の声）を担当。また、同年7月14日より国連WFP親善大使に就任している[42]。
- 吉岡秀隆（俳優）
  - 2022年度のあしなが育英会の支援キャンペーン「またお父さんと」でナレーションを担当。
- 名取えりか（女優）
  - 2022年度の日本眼科医会の支援キャンペーン「大切なものを見続けるために。」でナレーションを担当。
- 儒河（女優）
  - 2022年度のプラン・インターナショナル・ジャパンの支援キャンペーン「I am a child」でナレーションを担当。
- カイラリーシャ（モデル）
  - 同上、「I am a child」で女の子の声を担当。
- 小林郁大（子役）
  - 2022年度の日本骨髄バンクの支援キャンペーン「おかあさんも、治るかな。」に兄役で出演[43]。

### 2023年度
- 地曵豪（俳優）
  - 2023年（令和5年）度の全国キャンペーン「白紙の未来」でナレーションを担当。
- 浅田芭路（子役）
  - 同上、「白紙の未来」に出演。
- 森田明（東洋大学名誉教授）
  - 同上、「白紙の未来」で手話を担当。
- 大友良英（ギタリスト、作曲家、音楽プロデューサー）
  - 2023年度 - 2024年度の東北地域キャンペーン「東北クリエイティブパワー」でBGMを担当。
- HUNGER（ヒップホップユニット「GAGLE」のMC）
  - 同上、「東北クリエイティブパワー」でナレーションを担当。
- 森田哲矢（芸人・お笑いコンビ「さらば青春の光」のメンバー）・橋本佳奈（女優）
  - 2023年度 - 2024年度の大阪地域キャンペーン「ありがとー。って、ええなぁ。」に出演。
- おじキュン!（岡山県和気町在住の中高年4人組ユニット）
  - 2023年度 - 2024年度の中四国地域キャンペーン「動けば町が元気になる」に出演。
- 肥後克広（芸人・「ダチョウ倶楽部」のメンバー）
  - 2023年度 - 2024年度の沖縄地域キャンペーン「どうぞどうぞから、はじめよう。」に出演。
- 梶裕貴（声優、ナレーター）
  - 2023年度の日本骨髄バンク支援キャンペーン「骨髄くんからのお知らせ。」でオリジナルキャラクター「骨髄くん」の声を担当。
- 泉谷しげる（シンガーソングライター、俳優）
  - 2023年度の国連WFP協会支援キャンペーン「命懸けの行列」でナレーションを担当。
- 古田新太（俳優）
  - 2023年度の日本眼科医会支援キャンペーン「バカボンのパパの提案」でバカボンのパパの声で出演。自身もアニメ第5作『深夜!天才バカボン』でも同役を担当した。
- 長澤まさみ（女優）
  - 2023年度のプラン・インターナショナル・ジャパン支援キャンペーン「私に違う人生があることすら知らなかった。」でナレーションを担当。
- 小林エリカ（イラストレーター）
  - 同上、「私に違う人生があることすら知らなかった。」でイラストを担当。
- DJ KOO（TRFのメンバーおよびDJ、サウンドクリエイター、タレント）
  - 2023年度の日本心臓財団支援キャンペーン「EZ DO 検脈!」に出演。
- はるな愛（タレント、歌手、俳優、実業家、YouTuber）
  - 2023年度の全国こども食堂支援センター・むすびえ支援キャンペーン「おいしいねって いいあうと」でナレーションを担当。自身もこども食堂を運営している。

### 2024年度
- 嶋田久作（俳優）
  - 2024年度の全国キャンペーン「決めつけ刑事（デカ）」に出演[44]。

- 那須映里（手話エンターテイナー）
  - 同上、「決めつけ刑事（デカ）」で手話を担当。
- ゆうちゃみ（タレント、ファッションモデル、女優）
  - 2024年度の全国キャンペーン「ゆうちゃみの3日ぶん」に出演。
- 平澤瑤（俳優）
  - 同上、「ゆうちゃみの3日ぶん」でナレーションを担当。
- 新海誠（脚本家、アニメーター、アニメーション監督）
  - 2024年度のあしなが育英会支援キャンペーン「がんばれ、全国のすずめたち。」で映画『すずめの戸締まり』を監修したものを使用。
- 原菜乃華（女優）
  - 同上、「がんばれ、全国のすずめたち。」で主人公である岩戸鈴芽の声を担当。
- 永井響（女優）
  - 2024年度の日本眼科医会支援キャンペーン「アイフレイルの歌」でナレーションを担当。
- ROCO（歌手）
  - 同上、「アイフレイルの歌」（「カエルの歌」）の替え歌を担当[45]。
- なかやまきんに君（お笑い芸人）
  - 2024年度の日本心臓財団支援キャンペーン「なかやま、検脈!」に出演。
- 松重豊（俳優）
  - 2024年度の全国こども食堂支援センター・むすびえ支援キャンペーン「こども食堂は、あなた食堂。」に出演。
- 江口洋介（俳優、歌手）
  - 2024年度のジャパンハート支援キャンペーン「つながっている」でナレーションを担当。
  - 2010年度東日本大震災臨時キャンペーン「今、わたしにできること・呼びかけ篇D」にも出演。

- 大須賀麻央（ナレーター）
  - 2024年度の日本耳鼻咽喉科頭頸部外科学会支援キャンペーン「往年のアイドル」でナレーションを担当。
- ささきえり（イラストレーター）
  - 2024年度のキッズドア支援キャンペーン「スタートライン」でイラストを担当。
- 田中千空（女優）
  - 同上、「スタートライン」で女の子の声を担当。
- 猪股怜生（子役）・田中凛恵（女優）
  - 2024年度のAC・NHK共同キャンペーン「あなたのためだから…」に出演[46]。